# Scintillator

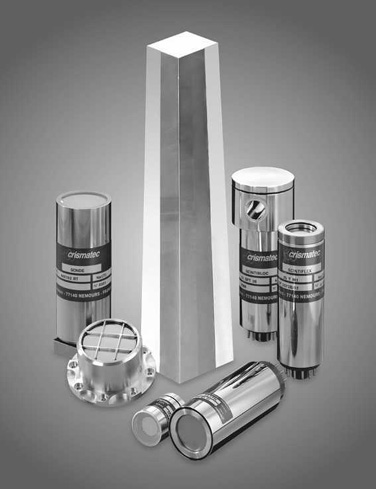
Scintillationskristall omgiven av olika detektorenheter för scintillilering

En scintillator är ett material som uppvisar scintillation — en luminiscens egenskap när den exciteras av joniserande strålning.